# Maria del Pilar Maspons i Labrós
Maria del Pilar Maspons i Labrós, que escrivia amb el pseudònim de Maria de Bell-lloc (Barcelona, 4 de desembre del 1841 - 31 de gener del 1907), fou una escriptora i folklorista catalana, germana de Francesc de Sales Maspons i Labrós i cunyada de Francesc Pelagi Briz. Col·laborà, en prosa i en vers, amb Lo Gai Saber, La Renaixença, La Veu del Montserrat, Calendari Català, La Llumanera de Nova York i altres revistes.

## Biografia

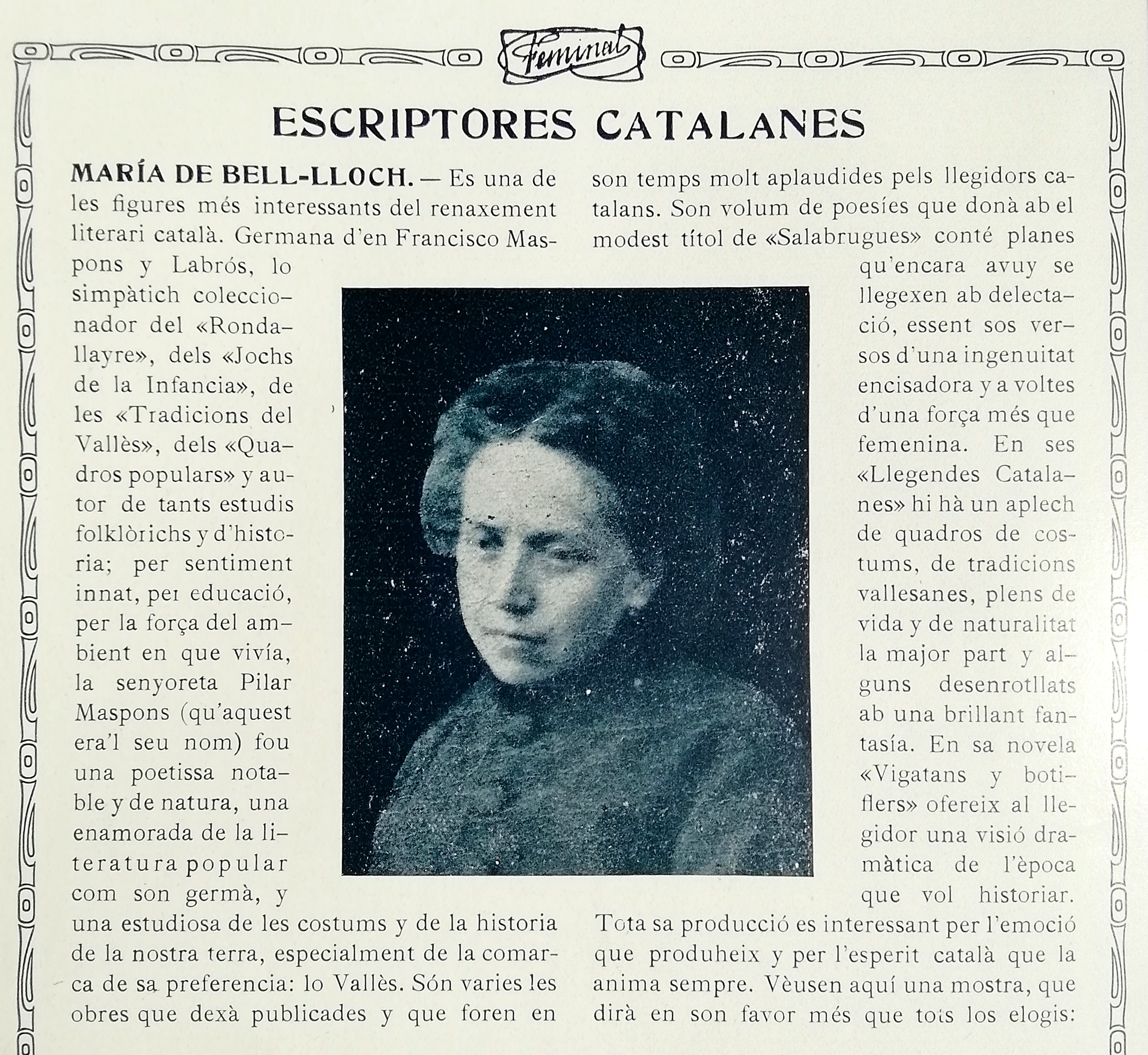
Maria de Bell-lloch a la secció "Escriptores Catalanes" de la revista Feminal, any 1917

Maria del Pilar Constància Bàrbara Maspons i Labrós fou filla de Francesc Maspons i Llongueras i de Maria Isabel Labrós Ferrer. Va ser una escriptora de la Renaixença catalana, amb una gran activitat entre 1865 i 1882. Influïda per les tendències d'aquest moviment, per un romanticisme de caràcter medieval, patriòtic i tradicionalista, va triar el pseudònim de Maria de Bell-lloch per signar algunes de les seves obres. Es va donar a conèixer com a poeta i va publicar en nombroses revistes de l'època. Fou també una de les primeres dones folkloristes, que va fer treball de camp i va recollir i transcriure llegendes i narracions etnogràfiques que després va recrear i editar. I, sobretot, Pilar Maspons fou la primera autora documentada que va publicar una novel·la en la literatura catalana contemporània, Vigatans i botiflers (oferta en fascicles entre 1878-1879), ambientada durant la Guerra de Successió (1705-1714), la qual va significar la pèrdua de les llibertats polítiques i culturals de Catalunya.

## Obra
- Salabrugas, poesias catalanas (1874)
- Narracions y llegendas (1875)
- Vigatans y botiflers, novela histórica (1878)
- Llegendas catalanas (1881)
- Costums i tradicions del Vallès (1882)[6]
- Elisabeth de Mur (1924)

## Premis[7]
- Primer accèssit al gessamí d'argent a Lleida el 1869.
- Premi als Jocs Florals de Barcelona el 1875, per Narracions i llegendes.
- Premi als Jocs Florals de Barcelona el 1880, per Montseny.
- Premi als Jocs Florals de Granollers el 1882, per Costums i tradicions del Vallès.